# Araneus gemma
Araneus gemma este o specie de păianjeni din genul Araneus, familia Araneidae. A fost descrisă pentru prima dată de Mccook, 1888. Conform Catalogue of Life specia Araneus gemma nu are subspecii cunoscute.